# Хонтай Ёсин-рю
Хонтай Ёсин-рю (яп. 本體楊心流) — сого будзюцу, классическое японское боевое искусство (корю), основанное в 1660-х годах мастером по имени Такаги Сигэтоси. Хонтай Ёсин-рю входит в состав организации Нихон Кобудо Кёкай.

## История
Школа Хонтай Ёсин-рю (изначально — Такаги-рю) была основана приблизительно в 1660-х годах (ранний период Эдо) мастером по имени Такаги Ориэмон Сигэтоси (яп. 高木折右衛門重俊). Активность её приходилась на период Эдо, когда школа особенно доминировала в городах Химэдзи и Ако. В молодости Такаги Сигэтоси изучал техники работы с копьём в школе Кёти-рю и искусство фехтования кодати стиля Муто-рю.
Название Хонтай Ёсин-рю школа получила вместе благодаря своему второму главе, Токаги Уманосукэ, который продолжил модернизировать школу, интегрировав в неё техники дзюдзюцу школы Такэноути-рю. Дальше школа перешла к сыну Уманосукэ — Такаги Гэнносину Хидэсигэ.
В связи с тем, что 4-й сокэ Окуни Кихэй служил в Ако, традиции Хонтай Ёсин-рю распространялись изначально именно там в семье Окуни (Накаяма). Техники школы переняли многие стили боевых искусств, выведя их за пределы городов Химэдзи и Ако. Многие ответвления разошлись по всей Японии. Один из учеников Окуни Сигэнобу, Иванага Гэнносукэ Масамицу, основал свою собственную школу, Сингэцу Мусо Янаги-рю, которая существует и практикуется на сегодняшний день.
Основная линия передач находилась в Ако вплоть до 13-го сокэ, Икугоро Хисаёси Яги, который потерял свою позицию и был вынужден покинуть область как ронин после политического конфликта в 1841 году. Позже он открыл публичное додзё и свободно обучал знаниям школы любых желающих. Один из его учеников, Ясия Такэо Масацугу, впоследствии стал 14-й главой школы. Он открыл большое число школ в различных регионах Японии, систематизировал знаний школы и назвал своё направление как исия-дэн.
За многие годы развития школа Хонтай Ёсин-рю сформировалась в комплексную воинскую систему. Она затрагивает такие искусства, как дзюдзюцу, кэндзюцу, ханбодзюцу, бодзюцу и иайдзюцу.
На сегодняшний день школа дислоцируется в префектуре Хёго, где ей управляет 19-й сокэ Иноуэ Кёити Мунэмори, заменивший своего отца, Иноуэ Цуёси Мунэтоси, 16 января 2005 года.

## Этимология
Расшифровка названия школы выглядит следующим образом:
- Хон (яп. 本) — настоящий, основной, коренной, реальный;
- Тай (яп. 體) — тело, объект, сущность;
- Ё (яп. 楊) —  Ива;
- Син (яп. 心 — сердце, разум, дух;
- Рю (яп. 流) —  школа, стиль, метод.

## Генеалогия
Линия передачи традиций школы Хонтай Ёсин-рю выглядит следующим образом:
1. Такаги Сигэтоси (род. в 1635 году, дата смерти неизвестна);
2. Такаги Уманосукэ Сигэсада;
3. Такаги Гэнносин Хидэсигэ;
4. Окуни Кихэи Сигнобу;
5. Окуни Хатикуро Нобутоси;
6. Окуни Тародайбу Таданобу;
7. Окуни Кихёэ Ёсисада;
8. Окуни Ёдзаэмон Ёсисада;
9. Накаяма Дзиннаи Садахидэ;
10. Окуни Бууэмон Саданобу;
11. Накаяма Кидзаэмон Садатака;
12. Окуни Кэндзи Хидэсигэ;
13. Яги Икугоро Хисаёси;
14. Исия Такэо Масацугу;
15. Исия Мацутаро Масахару;
16. Какуно Хаппэита Масаёси (умер в 1939 году);
17. Минаки Сабуро Масанори (род. в 1906 году);
18. Иноуэ Цуёси Мунэтоси (род. в 1925 году);
19. Иноуэ Кёити Мунэмори (род. в 1949 году).

## Ссылка
- Официальный сайт Хонтай Ёсин-рю Япония
- Хонтай Ёсин-рю Великобритания
- Хонтай Ёсин-рю США
- Хонтай Ёсин-рю Бельгия
- Хонтай Ёсин-рю Италия